# Římskokatolická farnost Klobouky u Brna
Římskokatolická farnost Klobouky u Brna je územním společenstvím římských katolíků s farním kostelem svatého Vavřince v rámci hustopečského děkanství brněnské diecéze.

## Historie farnosti
Dějiny kloboucké katolické farnosti a kostela souvisejí s nejstaršími zprávami o Kloboukách a sahají do 13. století. V nejstarší době náležely Klobouky ke kostelu v Břeclavi. Pravděpodobně v první polovině 13. století byl malý dřevěný kostelík nahrazen kamennou stavbou. Vlivem náboženských nepokojů a nepřátelských vpádů a válek kloboucký kostel často trpěl, nejvíce za třicetileté války. Roku 1655 byla část původního kostela zbořena a část včleněna do nové stavby. Kostel byl zasvěcen římskému jáhnovi a mučedníkovi sv. Vavřinci. Kostel prošel čtyřmi většími opravami v 19. století. Také ve 2. polovině 20. století prošel novými opravami a úpravami, zvláště podle instrukcí II. vatikánského koncilu.

## Duchovní správci
V letech 1916 až 1951 byl klobouckým farářem Jan Frýdek. Po něm se stal farářem P. Ladislav Simajchl, od roku 1948 Frýdkův kaplan. Jemu farnost vděčí nejen za úpravy kostela, ale i jeho okolí. Farářem byl od 1. července 1993 P. František Trtílek. Toho s platností od 15. června 2018 vystřídal R. D. ThLic. Petr Šikula. K 1. září 2020 se farářem stal R. D. Mgr. Ivo Valášek. 

## Bohoslužby
| Kostel                              | Místo            | Bohoslužba (den)    | Hodina                                                      | Poznámka        |
| ----------------------------------- | ---------------- | ------------------- | ----------------------------------------------------------- | --------------- |
| svatého Vavřince                    | Klobouky u Brna  | neděle středa pátek | 10.30 18.00 (zima), 19.00 (léto) 16.30 (zima), 17.30 (léto) | farní kostel    |
| svatého Šebestiána, Rocha a Rozálie | Velké Hostěrádky | sobota              | 17.00                                                       | filiální kostel |
| svaté Alžběty                       | Bohumilice       | sobota              | 18.00                                                       | kaple           |

## Primice
Ve farnosti slavili primice tito novokněží:
- V červnu 1943 (Slavnost Nejsvětější Trojice) P. Vojtěch Samec

## Aktivity farnosti
Den vzájemných modliteb farností za bohoslovce a bohoslovců za farnosti brněnské diecéze a Adorační den připadá na 7. dubna.
Každoročně se zde koná tříkrálová sbírka. V roce 2015 se při ní vybralo 26 921 korun, o rok později v Kloboukách 33 545 korun a Velkých Hostěrádkách 9 153 korun.
Farnost se zapojuje do projektu Noc kostelů.